# Лук, Франк
Франк Лук (нем. Frank Luck; род. 5 декабря 1967, Шмалькальден, Зуль) — немецкий биатлонист, двукратный олимпийский чемпион, 11-кратный чемпион мира, многократный призёр Олимпийских игр и чемпионатов мира.
Завершил карьеру в начале сезона 2004/05.

## Спортивная карьера

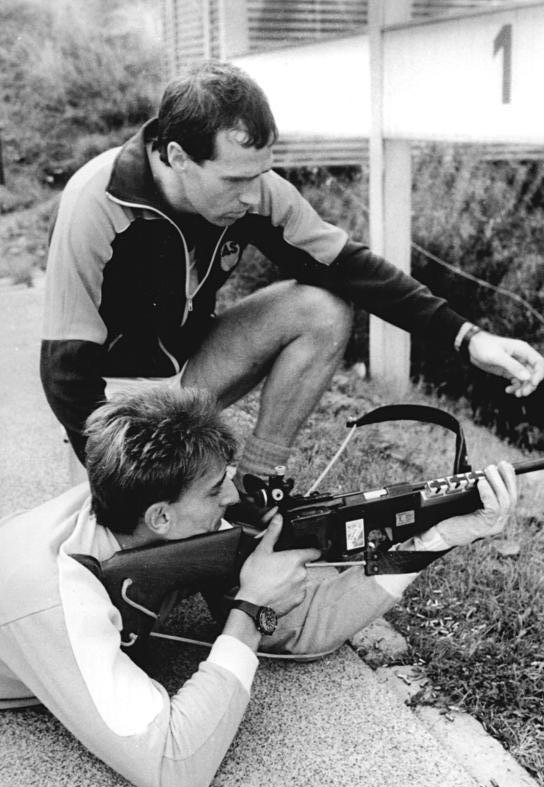
Лук (с винтовкой) в 1989 году

Выступал сначала за сборную ГДР, позже — за сборную Германии.
С детства Франк Лук увлекался лыжными гонками, однако в 1980 году перешёл в биатлон. Уже в 1988 году 21-летний Франк получает право стартовать на зимних Олимпийских играх в Калгари, где он в спринтерской гонке показывает шестой результат.
В следующем году Лук становится двукратным чемпионом мира, завоевав две золотые медали в спринте и в эстафете на Чемпионате мира в Фейстрице. Из-за болезни он был вынужден пропустить зимние Олимпийские игры 1992 года в Альбервилле, однако уже через два года, на Олимпиаде в Лиллехаммере, он становится олимпийским чемпионом.
Затем будет ещё много побед, которые сделают Франка Лука одним из самых титулованных биатлонистов своего времени. Тем не менее, в его активе нет ни одного Кубка мира. Последним в карьере Франка Лука стал сезон 2003/2004.